# 김효준 (1957년)
김효준(金孝俊, 1957년 1월 16일 ~ )은 대한민국의 기업인이다. BMW 글로벌 현지법인 최초의 현지인 대표로, 2000년부터 BMW코리아 대표이사 사장을 맡아, 당시 연간 1650대 남짓이던 판매량을 2012년 3만 3000대 수준까지 늘려놓았다.

## 약력
- 2018년 1월~: BMW코리아 회장
- 2011년 4월 : 한독상공회의소 이사
- 2003년 : 산업자원부 국제협력투자정책평가위원회 위원
- 2003년 : 한양사이버대학교 경영정보학과 겸임교수
- 2003년 : BMW그룹 본사 임원(Senior Executive)
- 2000년 9월 ~ : BMW코리아 대표이사 사장
- 1997년 ~ 1999년 3월 : BMW코리아 전무이사
- 1995년 : BMW코리아 이사
- 1994년 : 한국신텍스 대표이사 부사장
- 1986년 : 한국신텍스 이사
- 1979년 : 하트포드화재보험 경리과장
- 1974년 : 삼보증권[2]입사

## 학력
- 2007년 한양대학교 경영학 박사
- 2000년 연세대학교 경영대학원 국제경영학 석사
- 1997년 한국방송통신대학교 경제학과 졸업
- 1975년 덕수상업고등학교[3]

## 상훈
- 2007년 제4회 글로벌CEO대상 국제통상부문
- 2001년 제21회 마케팅부문 연세경영자상